# Chaussenac
Chaussenac is een gemeente in het Franse departement Cantal (regio Auvergne-Rhône-Alpes) en telt 246 inwoners (2004). De plaats maakt deel uit van het arrondissement Mauriac.

## Geografie
De oppervlakte van Chaussenac bedraagt 16,2 km², de bevolkingsdichtheid is 15,2 inwoners per km².
De gehuchten Brageac, Ostenac, Escladines, Cussac vormen samen met Chaussenac één gemeente.
De onderstaande kaart toont de ligging van Chaussenac met de belangrijkste infrastructuur en aangrenzende gemeenten.

## Demografie
Onderstaande figuur toont het verloop van het inwonertal (bron: INSEE-tellingen).

Vanwege een beveiligingsprobleem met de MediaWiki Graph-software is het momenteel niet mogelijk deze grafiek weer te geven. Zodra de software is bijgewerkt zal de grafiek vanzelf weer zichtbaar worden.